# Radio Tønsberg
Radio Tønsberg är en norsk radiostation som sänder från Tønsberg i Vestfold fylke. Kanalen sänder hela dygnet och spelar främst populärmusik.